# Рыцари Круглого стола

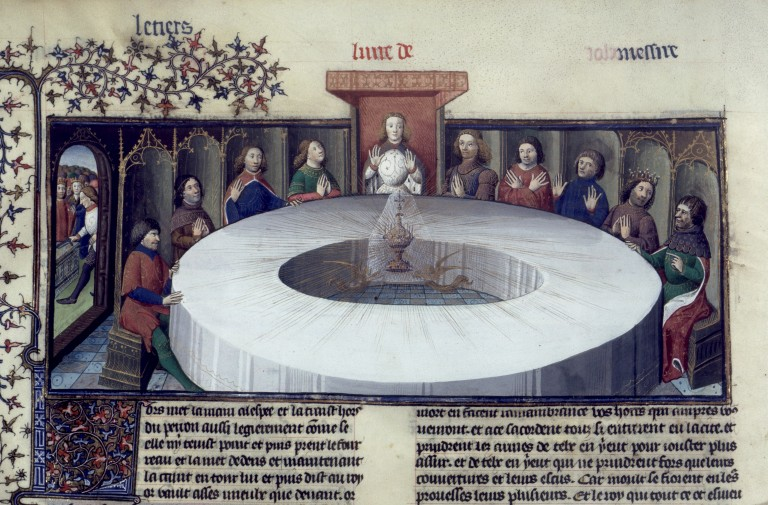
Явление Св. Грааля Артуру и рыцарям Круглого стола на праздник Пятидесятницы. Миниатюра рукописи «Ланселот и Св. Грааль». 1405—1407 гг.

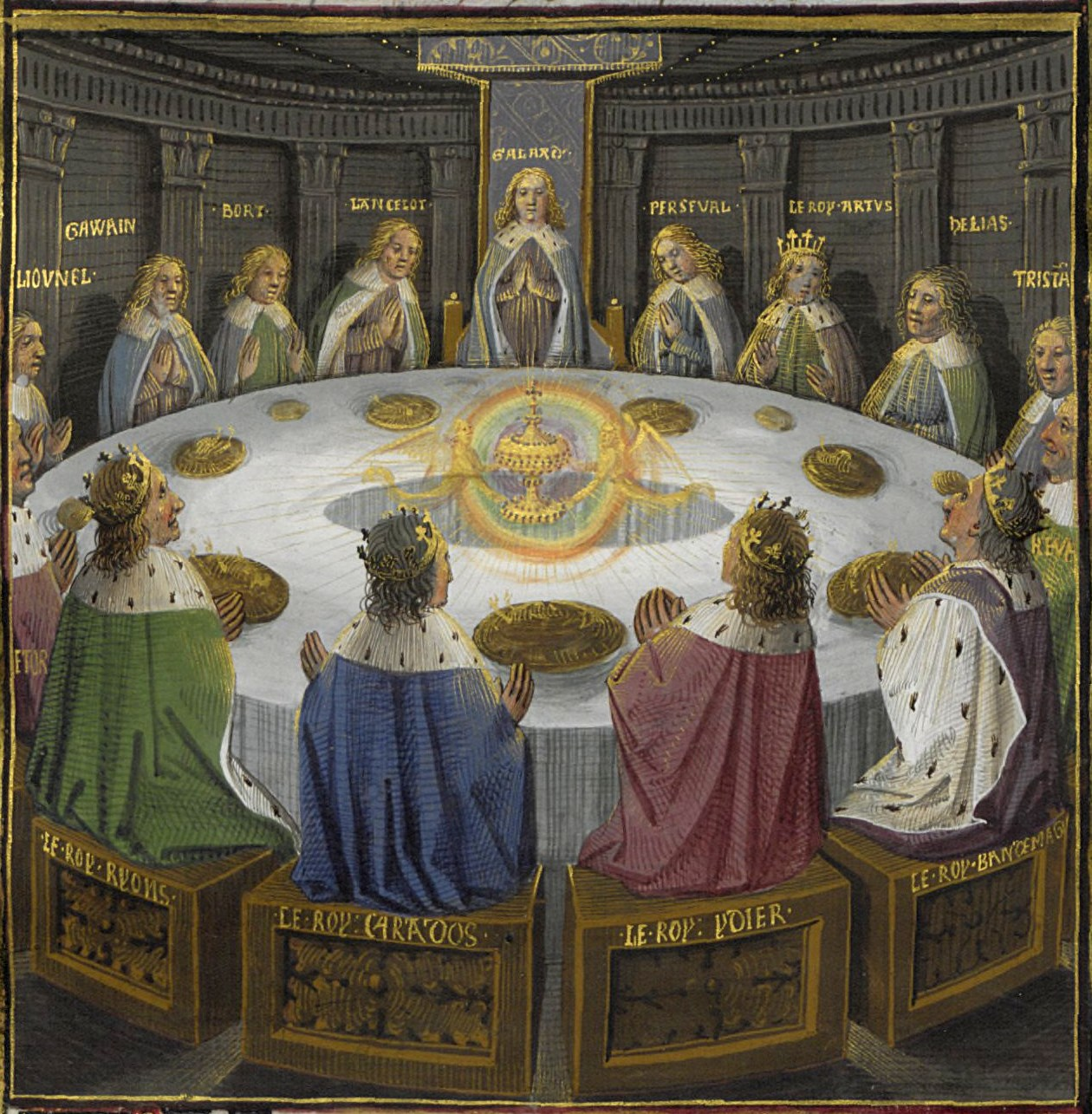
Эврар д’Эспенк. Рыцари Круглого стола и видение Святого Грааля. 1475.

Рыцари Круглого стола, или рыцари короля Артура — персонажи британского эпоса о короле Артуре и более поздних рыцарских романов и фэнтези. По некоторым легендам, число рыцарей составляло до 150 человек. Некоторые из рыцарей, возможно, имели исторические прототипы. Во многих произведениях рыцари занимаются поисками Грааля.

## Список рыцарей

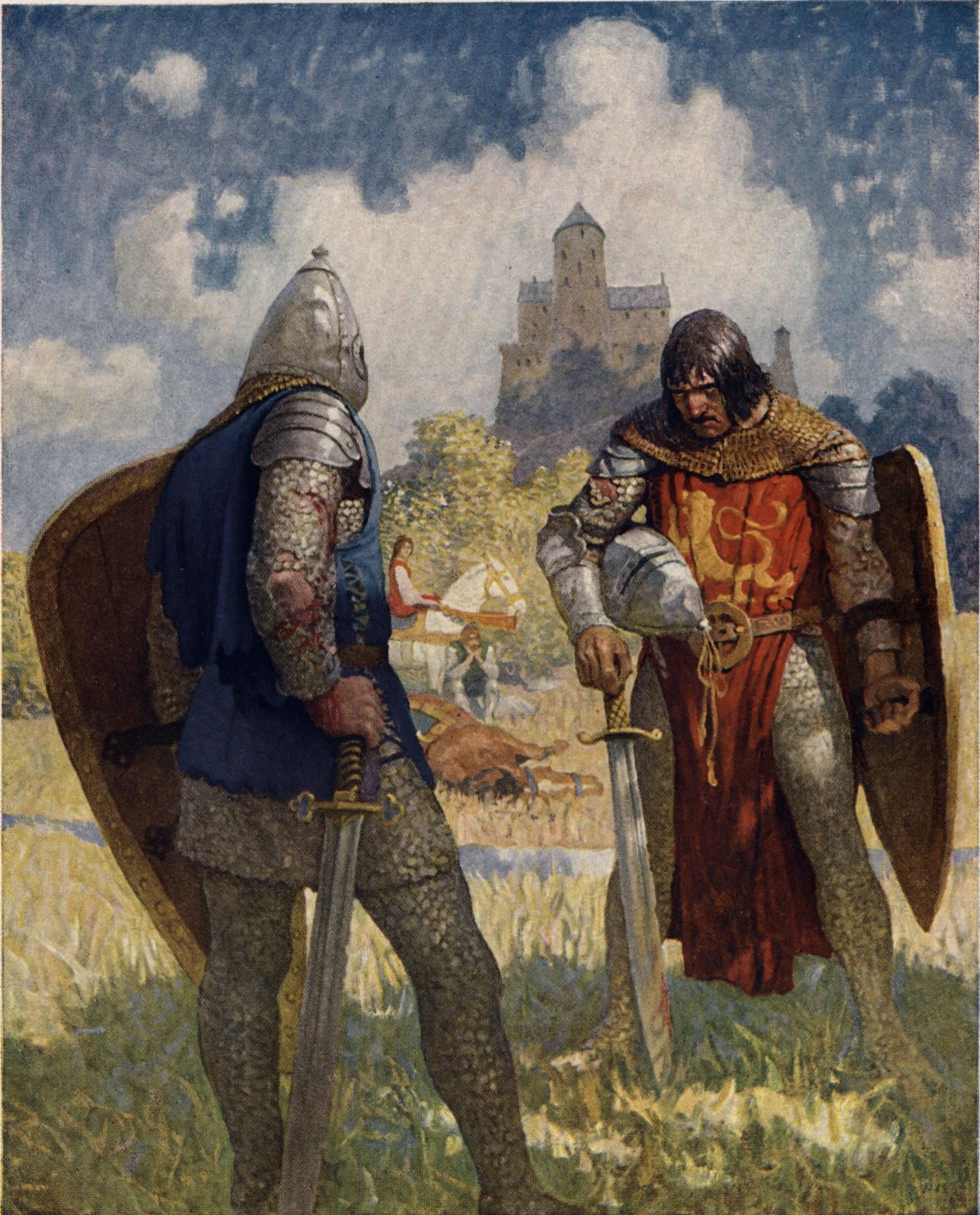
Сэр Ланселот (справа) на турнире

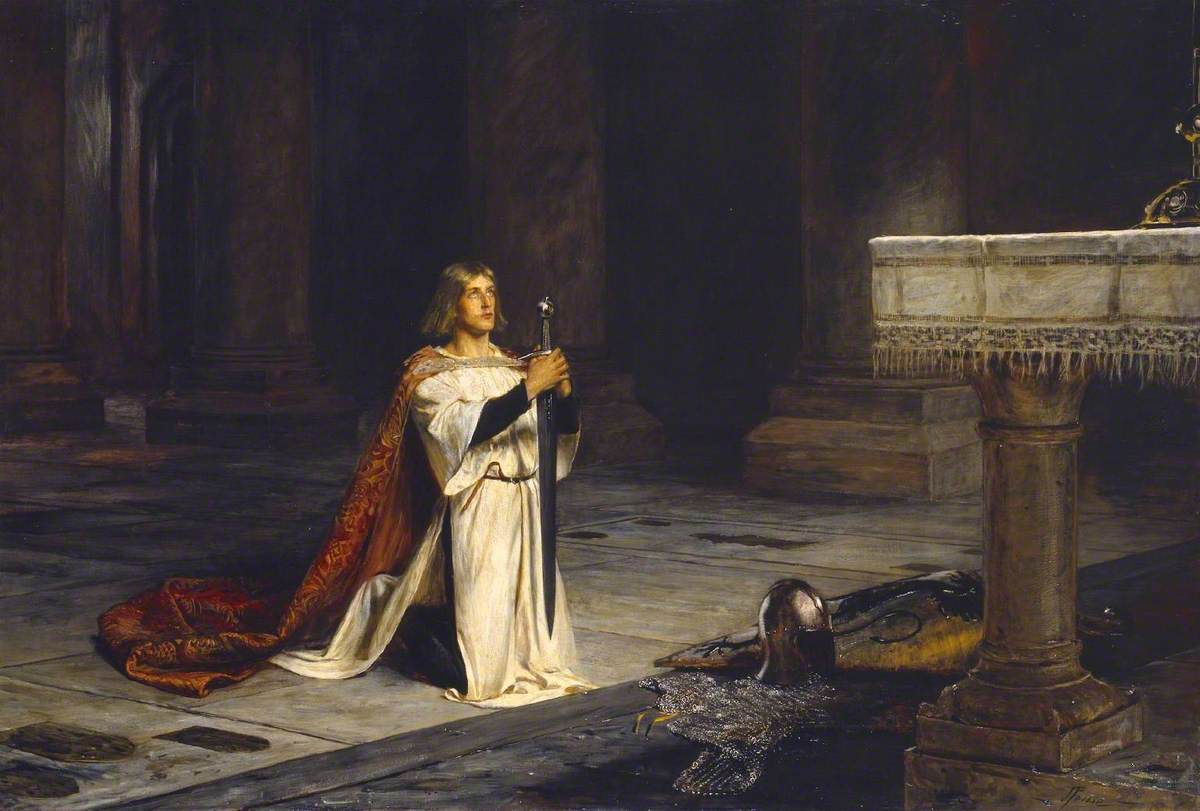
Сэр Гавейн, племянник Артура

## Круглый стол

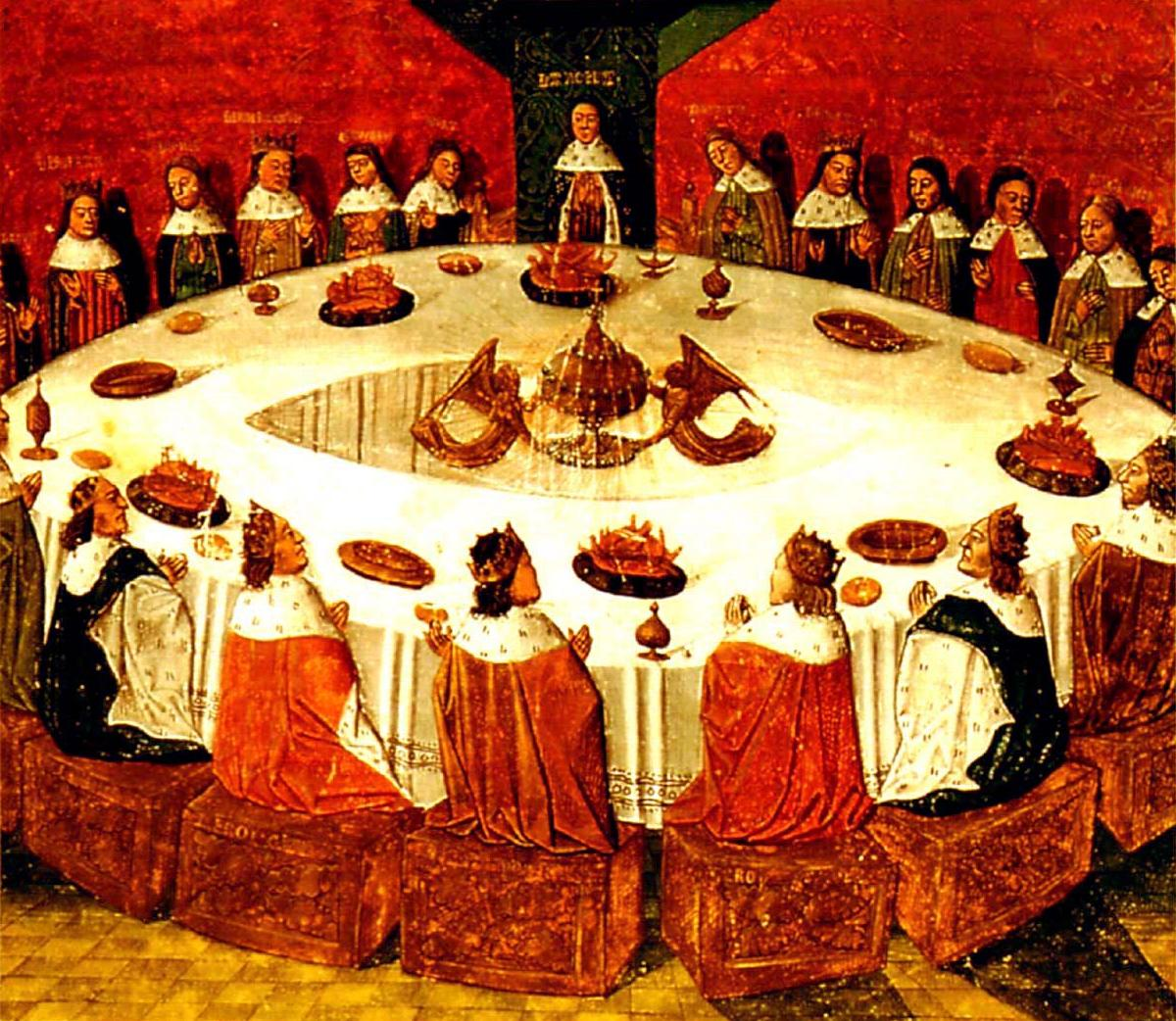
Эврар д’Эспенк. Король Артур и его рыцари за круглым столом, 1470 г.